# Ettore Chimeri
Ettore Muro Chimeri (* 4. Juni 1924 in Lodi, Italien; † 27. Februar 1960 Havanna, Kuba) war ein venezolanischer Automobilrennfahrer.

## Karriere
Chimeri kam in den frühen 1950er-Jahren nach Argentinien, um dort an den populären Temporadas teilzunehmen. 1960 fuhr er den Großen Preis von Argentinien auf einem von ihm gemeldeten Maserati 250F. Nach Problemen mit der Elektrik musste er das Rennen vorzeitig aufgeben. Eine Woche nach dem Grand Prix fand das Rennen der Formula Libre statt, das Chimeri als Vierter beendete.
Er verunglückte zwei Wochen später beim Training zu einem Sportwagenrennen in Kuba tödlich. Der Wagen von Chimeri durchbrach eine Barriere und kam 150 Meter abseits der Rennstrecke zu liegen. Chimeri wurde noch mit dem Hubschrauber in ein Krankenhaus geflogen, starb aber wenige Stunden später.

## Statistik

### Statistik in der Formel 1

#### Gesamtübersicht
| Saison | Team           | Chassis       | Motor           | Rennen | Siege | Zweiter | Dritter | Poles | schn. Rennrunden | Punkte | WM-Pos. |
| ------ | -------------- | ------------- | --------------- | ------ | ----- | ------- | ------- | ----- | ---------------- | ------ | ------- |
| 1960   | Ettore Chimeri | Maserati 250F | Maserati 2.5 L6 | 1      | −     | −       | −       | −     | −                | −      | NC      |
| Gesamt | Gesamt         | Gesamt        | Gesamt          | 1      | −     | −       | −       | −     | −                | −      |         |

#### Einzelergebnisse
| Saison | 1 | 2 | 3 | 4 | 5 | 6 | 7 | 8   | 9 | 10 |
| ------ | - | - | - | - | - | - | - | --- | - | -- |
| 1959   |   |   |   |   |   |   |   |     |   |    |
|        |   |   |   |   |   |   |   | DNA |   |    |
| 1960   |   |   |   |   |   |   |   |     |   |    |
| DNF    |   |   |   |   |   |   |   |     |   |    |

| Legende  | Legende            | Legende                                                          |
| Farbe    | Abkürzung          | Bedeutung                                                        |
| -------- | ------------------ | ---------------------------------------------------------------- |
| Gold     | –                  | Sieg                                                             |
| Silber   | –                  | 2. Platz                                                         |
| Bronze   | –                  | 3. Platz                                                         |
| Grün     | –                  | Platzierung in den Punkten                                       |
| Blau     | –                  | Klassifiziert außerhalb der Punkteränge                          |
| Violett  | DNF                | Rennen nicht beendet (did not finish)                            |
| Violett  | NC                 | nicht klassifiziert (not classified)                             |
| Rot      | DNQ                | nicht qualifiziert (did not qualify)                             |
| Rot      | DNPQ               | in Vorqualifikation gescheitert (did not pre-qualify)            |
| Schwarz  | DSQ                | disqualifiziert (disqualified)                                   |
| Weiß     | DNS                | nicht am Start (did not start)                                   |
| Weiß     | WD                 | zurückgezogen (withdrawn)                                        |
| Hellblau | PO                 | nur am Training teilgenommen (practiced only)                    |
| Hellblau | TD                 | Freitags-Testfahrer (test driver)                                |
| ohne     | DNP                | nicht am Training teilgenommen (did not practice)                |
| ohne     | INJ                | verletzt oder krank (injured)                                    |
| ohne     | EX                 | ausgeschlossen (excluded)                                        |
| ohne     | DNA                | nicht erschienen (did not arrive)                                |
| ohne     | C                  | Rennen abgesagt (cancelled)                                      |
| ohne     | keine WM-Teilnahme |                                                                  |
| sonstige | P/fett             | Pole-Position                                                    |
| sonstige | 1/2/3/4/5/6/7/8    | Punktplatzierung im Sprint-/Qualifikationsrennen                 |
| sonstige | SR/kursiv          | Schnellste Rennrunde                                             |
| sonstige | *                  | nicht im Ziel, aufgrund der zurückgelegten Distanz aber gewertet |
| sonstige | ()                 | Streichresultate                                                 |
| sonstige | unterstrichen      | Führender in der Gesamtwertung                                   |

### Einzelergebnisse in der Sportwagen-Weltmeisterschaft
| Saison | Team                         | Rennwagen                    | 1   | 2   | 3   | 4   | 5   | 6   | 7   |
| ------ | ---------------------------- | ---------------------------- | --- | --- | --- | --- | --- | --- | --- |
| 1957   | Escuderia Madunina Venezuela | Maserati 200SI Maserati 300S | BUA | SEB | MIM | NÜR | LEM | KRI | CAR |
| 1957   | Escuderia Madunina Venezuela | Maserati 200SI Maserati 300S |     |     | DNF |     |     |     | 6   |